# Schwedische Eishockeymeisterschaft 1932
Die Saison 1932 war die elfte Austragung der schwedischen Eishockeymeisterschaft. Meister wurde zum ersten Mal in der Vereinsgeschichte Hammarby IF.

## Meisterschaft

### Qualifikationsrunde
- Hammarby IF – Djurgårdshofs IF 8:1
- Karlbergs BK – UoIF Matteuspojkarna 4:0
- IK Hermes – Liljanshofs IF 2:0
- Nacka SK – Tranebergs IF 3:0
- Södertälje SK – Djurgårdens IF 0:0/2:1
- AIK Solna – IFK Mariefred 9:0
- IK Göta – IFK Stockholm 4:0

### Viertelfinale
- Hammarby IF – Karlbergs BK 3:2
- IK Hermes – Nacka SK 2:1
- Södertälje SK – Södertälje IF 2:0
- AIK Solna – IK Göta 4:1

### Halbfinale
- Hammarby IF – IK Hermes 6:3
- Södertälje SK – AIK Solna  1:0 n. V.

### Finale
- Hammarby IF – Södertälje SK 2:1 n. V.